# Severinus von Paris
Severinus von Paris († um 540 oder 555 in Paris) oder Severin von Paris, in Frankreich auch  Séverin le Solitaire (der Einsiedler) genannt, war ein Mönch, der sich in der Mitte des 6. Jahrhunderts in eine Eremitage am linken Ufer der Seine in Paris zurückzog. Der besonders in Paris verehrte Heilige war Zeitgenosse von Chlodwigs Witwe, der  heiligen Chlothilde (um 474–544), die als Wegbereiterin des Christentums in Frankreich und Europa gilt.
Sein Gedenktag ist der 27. November.

## Ereignisse zu Zeiten des Severinus
Zu Lebzeiten des Severinus war das von den Merowingern beherrschte Fränkische Reich im Jahr 511 unter Chlodwigs Söhnen in vier Teilreiche zerfallen. In Paris regierte Childebert I. Im Jahr 524 rissen er und sein jüngerer Bruder Chlothar I. das Reich ihres in der Schlacht bei Vézeronce gefallenen älteren Bruders Chlodomer (511–524) an sich und teilten es untereinander auf. Chlodomers Witwe Guntheuca musste Chlothar heiraten, der durch diese Heirat seinen Anspruch auf das Reich des Bruders festigen wollte und Guntheucas unmündigen Kindern nach dem Leben trachtete. Letztere waren in die Obhut ihrer Großmutter Chlothilde gegeben worden, welche für die Erbansprüche ihrer Enkel eintrat, obwohl die Teilung dieses Vermächtnisses eine abermalige Aufsplitterung des Reiches bedeutete. Dies durchkreuzte die Pläne des machthungrigen Chlothars. Dieser ermordete – dem Einspruch Childeberts trotzend – im Jahr 531 mit eigener Hand und auf grausame Weise zwei der drei Söhne seines Bruders, den 10-jährigen Theudobald und den 7-jährigen Gunthar. Der Jüngste namens Chlodoald entkam dem Mordanschlag mit Hilfe der Getreuen seines Vaters.

## Legende
Sichere Quellen über das Leben des Heiligen Severinus von Paris liegen nicht vor. Laut der in einem alten Brevier niedergeschriebenen Legende soll er dem jungen Chlodoald, dem späteren Heiligen (frz. Saint Cloud), in seiner Einsiedlerei an der Straße nach Orléans Schutz geboten, ihm die Tonsur geschoren und ihm auf diese Weise das Leben gerettet haben. Nach anderen Quellen schnitt Chlodoald sich die langen, ihn als regierungsfähigen Merowinger-Prinz ausweisenden Locken selbst ab, ein Zeichen für seinen freiwilligen Verzicht auf den Herrscheranspruch.
Nach dem Tod des Severinus soll Chlodoald zu seinem Angedenken an Stelle der heutigen Pfarrkirche Saint-Séverin in Paris ein Oratorium errichtet haben, in dem er ihn bestattete. Dieses wurde bald durch eine größere Kapelle, später durch eine im Zuge der Normanneneinfälle niedergebrannte Kirche ersetzt. Wieder aufgerichtet erhielt sie im 11. Jahrhundert den Status einer Pfarrkirche und erlebte noch einen weiteren Neubau und mehrere Umbauten. Der älteste Teil der heutigen Kirche ist der Turm aus dem 12. Jahrhundert.